# Lijst van voetbalinterlands Luxemburg - Noorwegen
Deze lijst van voetbalinterlands is een overzicht van alle officiële voetbalwedstrijden tussen de nationale teams van Luxemburg en Noorwegen. De landen speelden tot op heden zeven keer tegen elkaar. De eerste ontmoeting, een kwalificatiewedstrijd voor het Wereldkampioenschap voetbal 1966, werd gespeeld in Luxemburg op 8 november 1964. Het laatste duel, een vriendschappelijke wedstrijd, vond plaats op 2 juni 2021 in Málaga (Spanje).

## Wedstrijden
| № | Plaats    | Datum           | Competitie           | Wedstrijd             | Uitslag |
| - | --------- | --------------- | -------------------- | --------------------- | ------- |
| 1 | Luxemburg | 8 november 1964 | WK 1966 kwalificatie | Luxemburg – Noorwegen | 0 – 2   |
| 2 | Trondheim | 27 mei 1965     | WK 1966 kwalificatie | Noorwegen – Luxemburg | 4 – 2   |
| 3 | Luxemburg | 29 maart 1995   | EK 1996 kwalificatie | Luxemburg – Noorwegen | 0 – 2   |
| 4 | Oslo      | 26 april 1995   | EK 1996 kwalificatie | Noorwegen – Luxemburg | 5 – 0   |
| 5 | Luxemburg | 2 april 2003    | EK 2004 kwalificatie | Luxemburg – Noorwegen | 0 – 2   |
| 6 | Oslo      | 11 oktober 2003 | EK 2004 kwalificatie | Noorwegen – Luxemburg | 1 – 0   |
| 7 | Málaga    | 2 juni 2021     | Vriendschappelijk    | Noorwegen − Luxemburg | 1 − 0   |

## Samenvatting
| Competitie        | Totaal gespeeld | Winst Luxemburg | Gelijk | Winst Noorwegen | Doelsaldo Luxemburg – Noorwegen |
| ----------------- | --------------- | --------------- | ------ | --------------- | ------------------------------- |
| WK-kwalificatie   | 2               | 0               | 0      | 2               | 2 − 6                           |
| EK-kwalificatie   | 4               | 0               | 0      | 4               | 0 − 10                          |
| Vriendschappelijk | 1               | 0               | 0      | 1               | 0 − 1                           |
| Totaal            | 7               | 0               | 0      | 7               | 2 − 17                          |

## Details

### Derde ontmoeting
| EK 1996 kwalificatie (Luxemburg, Luxemburg, 29 maart 1995):                                                                                             |              | |
| Luxemburg | 0 – 2        | Noorwegen |
| | goals        | 45' Øyvind Leonhardsen 77' Gunnar Aase |
| Paul Philipp | bondscoach   | Egil Olsen |
| Serge Rohmann Carlo Weis Ralph Ferron Jean Vanek Jeff Strasser Manuel Cardoni Marc Birsens 84' Jeff Saibene 77' Frank Deville Robert Langers Joel Groff | opstellingen | Erik Thorstvedt Alf-Inge Håland Henning Berg Ronny Johnsen Stig Inge Bjørnebye 46' Jostein Flo Lars Bohinen 83' Kjetil Rekdal Øyvind Leonhardsen Jahn Ivar Jakobsen Jan Åge Fjørtoft |
| Patrick Feyder 77' Sascha Schneider 84' | wissels      | 46' Gunnar Aase 83' Ståle Solbakken |
| Carlo Weis 74' | gele kaarten | 16' Jostein Flo 20' Kjetil Rekdal |
| Ralph Ferron 41', 71' | rode kaarten | |
| - Debuut van Serge Rohmann (F91 Diddeleng) en Patrick Feyder (Union Sportive) voor Luxemburg. - Debuut van Gunnar Aase (Viking FK) voor Noorwegen.      |              | |

### Vierde ontmoeting
| EK 1996 kwalificatie (Oslo, Noorwegen, 26 april 1995): |              | |
| Noorwegen | 5 – 0        | Luxemburg |
| Jahn Ivar Jakobsen 11' Jan Åge Fjørtoft 12' Harald Brattbakk 24' Henning Berg 46' Kjetil Rekdal 49'                                                                          | goals        | |
| Egil Olsen | bondscoach   | Paul Philipp |
| Frode Grodås Henning Berg 65' Ronny Johnsen Roger Nilsen Gunnar Halle Lars Bohinen 35' Øyvind Leonhardsen Kjetil Rekdal Jahn Ivar Jakobsen Jan Åge Fjørtoft Harald Brattbakk | opstellingen | Paul Koch Patrick Feyder Jean-Pierre Vanek 56' Luc Holtz Jeff Strasser Frank Deville Guy Hellers 75' Jeff Saibene Robert Langers Manuel Cardoni Joel Groff |
| Ståle Solbakken 35' Alf-Inge Håland 65' | wissels      | 56' Daniel Theis 75' Marc Lamborelle |
| Øyvind Leonhardsen 17' | gele kaarten | 65' Jeff Strasser 68' Frank Deville 80' Joel Groff |

### Vijfde ontmoeting
| EK 2004 kwalificatie (Luxemburg, Luxemburg, 2 april 2003): |              | |
| Luxemburg | 0 – 2        | Noorwegen |
| | goals        | 60' Sigurd Rushfeldt 74' Ole Gunnar Solskjær |
| Allan Simonsen | bondscoach   | Nils Johan Semb |
| Alija Besic René Peters Eric Hoffmann Manuel Schauls Ben Federspiel Gregory Molitor Alphonse Leweck 90' Gordon Braun 76' Jeff Strasser Sebastien Remy Marcel Christophe 83' | opstellingen | Frode Olsen Christer Basma Henning Berg Ronny Johnsen André Bergdølmo 46' Petter Rudi Trond Andersen 86' Eirik Bakke John Arne Riise Ole Gunnar Solskjær 46' Tore André Flo |
| Sacha Schneider 76' Daniel Huss 83' Patrick Lassine 90' | wissels      | 46' Jo Tessem 46' Sigurd Rushfeldt 86' Tommy Svindal Larsen |
| Eric Hoffmann 7' | gele kaarten | 10' Trond Andersen 31' Henning Berg |

### Zesde ontmoeting
| EK 2004 kwalificatie (Oslo, Noorwegen, 11 oktober 2003): |              | |
| Noorwegen | 1 – 0        | Luxemburg |
| Tore André Flo 18' | goals        | |
| Nils Johan Semb | bondscoach   | Allan Simonsen |
| Espen Johnsen Christer Basma Henning Berg Claus Lundekvam John Arne Riise Roar Strand Martin Andresen Fredrik Winsnes 81' Håvard Flo 70' Tore André Flo 85' Harald Brattbakk | opstellingen | Alija Besic René Peters Ben Federspiel Eric Hoffmann Jeff Strasser Sébastien Remy Manou Schauls 72' Paul Mannon Alphonse Leweck Gordon Braun Daniel Huss |
| Frode Johnsen 70' Trond Andersen 81' Sigurd Rushfeldt 85' | wissels      | 72' Sven Di Domenico |
| | gele kaarten | 28' Alphonse Leweck 71' René Peters |

FLF · A-internationals · Bondscoaches · Statistieken · Luxemburgs vrouwenelftal · Luxemburg U21 · Luxemburg U19 · Luxemburg U18 · Luxemburg U17 · Luxemburg U16
1911 – 1919 ·
1920 – 1929 ·
1930 – 1939 ·
1940 – 1949 ·
1950 – 1959 ·
1960 – 1969 ·
1970 – 1979 ·
1980 – 1989 ·
1990 – 1999 ·
2000 – 2009 ·
2010 – 2019 ·
2020 − 2029
OS 1920 · 
OS 1924 · 
OS 1928 · 
OS 1936 · 
OS 1948 · 
OS 1952
1911 · 
1912 · 
1913 · 
1914 · 
1915 · 1916 · 1917 · 1918 · 1919 · 
1920 · 
1921 · 1922 · 1923 · 
1924 · 
1925 · 1926 · 
1927 · 
1928 · 
1929 · 1930 · 1931 · 1932 · 1933 · 
1934 · 
1935 · 
1936 · 
1937 · 
1938 · 
1939 · 
1940 · 
1941 · 1942 · 1943 · 1944 · 
1945 · 
1946 · 
1947 · 
1948 · 
1949 · 
1950 · 
1952 · 
1952 · 
1953 · 
1954 · 
1955 · 
1956 · 
1957 · 
1958 · 
1959 · 
1960 · 
1961 · 
1962 · 
1963 · 
1964 · 
1965 · 
1966 · 
1967 · 
1968 · 
1969 · 
1970 · 
1971 · 
1972 · 
1973 · 
1974 · 
1975 · 
1976 · 
1977 · 
1978 · 
1979 · 
1980 · 
1981 · 
1982 · 
1983 · 
1984 · 
1985 · 
1986 · 
1987 · 
1988 · 
1989 · 
1990 · 
1991 · 
1992 · 
1993 · 
1994 · 
1995 · 
1996 · 
1997 · 
1998 · 
1999 · 
2000 · 
2001 · 
2002 · 
2003 · 
2004 · 
2005 · 
2006 · 
2007 · 
2008 · 
2009 · 
2010 · 
2011 · 
2012 · 
2013 · 
2014 · 
2015 ·
2016 ·
2017 ·
2018 ·
2019 ·
2020 ·
2021
Afghanistan ·
Albanië ·
Algerije ·
Armenië ·
Azerbeidzjan ·
België ·
Bosnië en Herzegovina ·
Brazilië ·
Bulgarije ·
Canada ·
Cyprus ·
DDR ·
Denemarken ·
(West-)Duitsland ·
Egypte ·
Engeland ·
Estland ·
Faeröer ·
Finland ·
Frankrijk ·
Gambia ·
Georgië ·
Griekenland ·
Hongarije ·
Ierland ·
IJsland ·
Israël ·
Italië ·
Japan ·
Joegoslavië ·
Kaapverdië ·
Kameroen ·
Kazachstan ·
Letland ·
Liechtenstein ·
Litouwen ·
Madagaskar ·
Malta ·
Marokko ·
Mexico ·
Moldavië ·
Montenegro ·
Myanmar ·
Nederland ·
Nigeria ·
Noord-Ierland ·
Noord-Macedonië ·
Noorwegen ·
Oekraïne ·
Oostenrijk ·
Polen ·
Portugal ·
Qatar ·
Roemenië ·
Rusland ·
San Marino ·
Saoedi-Arabië ·
Schotland ·
Senegal ·
Servië ·
Servië en Montenegro ·
Slovenië ·
Slowakije ·
Sovjet-Unie ·
Spanje ·
Thailand ·
Togo ·
Tsjechië ·
Tsjecho-Slowakije ·
Turkije ·
Uruguay ·
Verenigde Staten ·
Wales ·
Wit-Rusland ·
Zuid-Korea ·
Zweden ·
Zwitserland
NFF · A-internationals · Selecties · Bondscoaches · Noors vrouwenelftal · Olympisch elftal · Noorwegen U21 · Noorwegen U20 · Noorwegen U19 · Noorwegen U18 · Noorwegen U17 · Noorwegen U16 · Vrouwen U17
1908 – 1919 ·
1920 – 1929 ·
1930 – 1939 ·
1940 – 1949 ·
1950 – 1959 ·
1960 – 1969 ·
1970 – 1979 ·
1980 – 1989 ·
1990 – 1999 ·
2000 – 2009 ·
2010 – 2019 ·
2020 − 2029
EK 2000
WK 1938 ·
WK 1994 ·
WK 1998
OS 1912 · 
OS 1920 · 
OS 1936 · 
OS 1952 · 
OS 1984
1908 ·
1909 ·
1910 ·
1911 ·
1912 · 
1913 · 
1914 · 
1915 · 
1916 · 
1917 · 
1918 · 
1919 · 
1920 · 
1921 · 
1922 · 
1923 · 
1924 · 
1925 · 
1926 · 
1927 · 
1928 · 
1929 · 
1930 · 
1931 · 
1932 · 
1933 · 
1934 · 
1935 · 
1936 · 
1937 · 
1938 · 
1939 · 
1940 – 1944 · 
1945 · 
1946 · 
1947 · 
1948 · 
1949 · 
1950 · 
1952 · 
1952 · 
1953 · 
1954 · 
1955 · 
1956 · 
1957 · 
1958 · 
1959 · 
1960 · 
1961 · 
1962 · 
1963 · 
1964 · 
1965 · 
1966 · 
1967 · 
1968 · 
1969 · 
1970 · 
1971 · 
1972 · 
1973 · 
1974 · 
1975 · 
1976 · 
1977 · 
1978 · 
1979 · 
1980 · 
1981 · 
1982 · 
1983 · 
1984 · 
1985 · 
1986 · 
1987 · 
1988 · 
1989 · 
1990 ·
1991 · 
1992 · 
1993 · 
1994 · 
1995 · 
1996 · 
1997 · 
1998 · 
1999 · 
2000 · 
2001 · 
2002 · 
2003 · 
2004 · 
2005 · 
2006 · 
2007 · 
2008 · 
2009 · 
2010 · 
2011 · 
2012 · 
2013 · 
2014 · 
2015 · 
2016 · 
2017 · 
2018 ·
2019 ·
2020 ·
2021 ·
2022 ·
2023 ·
2024
Albanië ·
Argentinië ·
Armenië ·
Australië ·
Azerbeidzjan ·
Bahrein ·
België ·
Bermuda ·
Bosnië en Herzegovina ·
Brazilië ·
Bulgarije ·
China ·
Colombia ·
Costa Rica ·
Cyprus ·
Denemarken ·
DDR ·
Duitsland ·
Egypte ·
Engeland ·
Estland ·
Faeröer ·
Finland ·
Frankrijk ·
Georgië ·
Ghana ·
Gibraltar ·
Grenada ·
Griekenland ·
Guatemala ·
Honduras ·
Hongarije ·
Hongkong ·
Ierland ·
IJsland ·
Israël ·
Italië ·
Jamaica ·
Japan ·
Joegoslavië ·
Jordanië ·
Kameroen ·
Kazachstan ·
Koeweit ·
Kosovo ·
Kroatië ·
Letland ·
Litouwen ·
Luxemburg ·
Malta ·
Marokko ·
Mexico ·
Moldavië ·
Montenegro ·
Nederland ·
Nieuw-Zeeland ·
Nigeria ·
Noord-Ierland ·
Noord-Korea ·
Noord-Macedonië ·
Oekraïne ·
Oman ·
Oostenrijk ·
Panama ·
Paraguay ·
Polen ·
Portugal ·
Qatar ·
Roemenië ·
Rusland ·
Saarland ·
San Marino ·
Saoedi-Arabië ·
Schotland ·
Senegal ·
Servië ·
Servië en Montenegro ·
Singapore ·
Slovenië ·
Slowakije ·
Sovjet-Unie ·
Spanje ·
Thailand ·
Trinidad en Tobago ·
Tsjechië ·
Tsjecho-Slowakije ·
Tunesië ·
Turkije ·
Uruguay ·
Verenigde Arabische Emiraten ·
Verenigde Staten ·
Verenigd Koninkrijk ·
Wales ·
Wit-Rusland ·
Zuid-Afrika ·
Zuid-Korea ·
Zweden ·
Zwitserland